# Тимків Василь Миколайович
Василь Миколайович Тимків (нар. 9 листопада 1959, с. Маркова, Івано-Франківська область) — український краєзнавець, пам'яткоохоронець, кандидат наук в галузі державного управління, директор Івано-Франківської обласної філармонії імені Іри Маланюк.

## Біографічні відомості
Здобув дві вищі освіти — педагогічну (1982, м. Вінниця) та управлінську (1996, м. Київ). Диплом сертифікований університетом Північного Лондона, кандидат наук з державного управління (2009).
У 1982—1990 рр. працював на Київщині учителем, директором школи. З 1992 року на державній службі.
2005—2007 — керівник апарату Івано-Франківської облдержадміністрації, обирався депутатом обласної ради (2006—2010).
Доцент кафедри публічного управління та адміністрування Івано-Франківського національного технічного університету нафти і газу.
З 2015 року — директор Івано-Франківської обласної філармонії імені Іри Маланюк.

## Громадська діяльність
У 2006 році обраний головою Ради Івано-Франківської обласної організації Українського товариства охорони пам'яток історії та культури.
Член правління Івано-Франківської обласної організації Національної спілки краєзнавців України.

## Праці
Автор понад 50 наукових праць, зокрема і з культурологічних питань, охорони культурної спадщини та краєзнавства.
Зокрема, книг:
- Тимків В. М. Тенденції та механізми удосконалення місцевого самоврядування Великої Британії у контексті євроінтеграції: наук.-практ. посіб. / В. М. Тимків ; Івано-Франк. обл. рада, Івано-Франк. обл. держ. адмін., Івано-Франк. обл. центр перепідготов. та підвищ. кваліфікації працівників орг. держ. влади, орг. місц. самоврядування, держ. п-в, установ та орг. — К. : Вадим Карпенко [вид.], 2008. — 60 с. : рис., табл. — (Серія «Навчально-методичні матеріали» ; вип. 36). — Бібліогр.: с. 52-56.
- Василь Тимків, Олена Подручна. Словник музичних термінів. — К.: Видавець Вадим Карпенко, 2021. — 312 с.

## Нагороди
Нагороджений Грамотою Верховної Ради України (2009), Почесною грамотою міністерства культури і туризму України, медаллю «За заслуги перед Прикарпаттям» та ін.
Лауреат премій ім. В. Б. Антоновича УТОПІК, ім. І. Вагилевича Івано-Франківської Ради ОО УТОПІК та обласної премії ім. В.Полєка в галузі краєзнавства (2019).